# 富嶽百景〜遙かなる場所〜
『富嶽百景〜遥かなる場所〜』（ふがくひゃっけいはるかなるばしょ）は、カエルカフェ配給の日本映画。太宰治の『富嶽百景』を映画化した作品。監督は秋原正俊。2006年5月27日に全国劇場公開。

## キャスト
- 修治：塚本高史
- 美知子：田丸麻紀
- 天下茶屋の娘：小林涼子
- 天下茶屋の女将：小橋めぐみ
- 田辺：中山卓也
- カップルの女：高尾祥子
- 新田：嶋尾康史
- 井伏：綾田俊樹